# Sko (musique)
Pour les articles homonymes, voir Sko.
Sko est un groupe anglais de musique RnB, notamment connu pour les chansons Just another day (datant de 1999) et Show me the way.

## Discographie

### Singles
- Just another day (1999)
- Show me the way (2000)

## Sources
1. ↑  Site lescharts.com, consulté le 15/02/2009